# Vietnamské číslice
Historicky má vietnamština dvě sady čísel: jednu etymologicky původní vietnamskou a druhou, která využívá vietnamských slov čínského původu (cca 30 % vietnamské slovní zásoby je čínského původu, ze 60 % užívaného ve formálních textech). V moderním jazyce se rodný vietnamský slovník používá jak pro každodenní počítání, tak pro matematické účely. Čínsko-vietnamská slovní zásoba se používá pouze v ustálených výrazech či souslovích (podobně se v evropských jazycích používají latinské a řecké číslovky). Čínsko-vietnamská slova se také používají pro jednotky od řádu deseti tisíc více, pro něž původní vietnamština neměla výrazy (jako v evropských jazycích slova milion, bilion, trilion apod.). 

## Koncept
Z jazyků čínské kulturní sféry používají japonština a korejština dva číselné systémy, jeden nativní a jeden čínský a ten, která se běžně používá, je čínský. Naproti tomu ve vietnamštině se čínský systém běžně nepoužívá. Čísla od 1 do 1000 jsou vyjádřena pomocí nativního vietnamského slovníku a pouze několik čísel (například 1 000 000, triệu) jsou založeny na čínsko-vietnamském slovníku. 
V moderním psané vietnamštině jsou čísla psána vietnamskou abecedou (latinkovým skriptem quốc ngữ) nebo arabskými číslicemi. Před 20. stoletím se ve Vietnamu oficiálně používalo klasické čínské písmo a pomocí čínských znaků se psala i čínsko-vietnamská čísla.  

## Základní znaky
Mezi základní vlastnosti vietnamského číselného systému patří: 
- Na rozdíl od jiných číselných systémů z čínské kulturní sféry vietnamština počítá hodnoty podobně jako moderní Evropané) v tisících spíše než v myriádách . Například „123123123“ se ve vietnamštině zaznamenává jako „123 milionů, 123 tisíc a 123“ zatímco v čínštině, japonštině a korejštině se stejné číslo uvádí jako „1 億 2312 萬 3123“ (1 stomilion, 2312 myriád-desetitisíců a 3123).
- Čínsko-vietnamská čísla se v moderní vietnamštině nepoužívají často. Čínsko-vietnamská čísla jako „vạn／萬“  = deset tisíc, „ức／億“ = sto tisíc a „triệu／兆“  = milion se používá pro čísla přesahující tisíc, avšak s výjimkou „triệu“ se nepoužívají často.
- Mimo fixních čínsko-vietnamských výrazů se čínsko-vietnamská slova obvykle používají v kombinaci s rodnými vietnamskými slovy.

Následující tabulka uvádí přehled základních vietnamských číselných údajů, které jsou poskytovány v nativní i čínsko-vietnamské podobě. U každého čísla je zvýrazněna běžně používaná forma. Někde jsou rozdíly mezi hanojským a saigonovým dialektem. 
| Number        | vietnamsky                                | čínsko-vietnamsky                | čínsko-vietnamsky  | Notes                                                                                           |
| Number        | Quốc Ngữ                                  | Quốc Ngữ                         | Hán tự             | Notes                                                                                           |
| 0             | -                                         | không • linh                     | 空 • 〇（零）      | přejaté slovo užívané především v matematických a fyzikálních publikacích či v hovorovém jazyce |
| 1             | một                                       | nhất                             | 一（壹）           |                                                                                                 |
| 2             | hai                                       | nhị                              | 二（貳）           |                                                                                                 |
| 3             | ba                                        | tam                              | 三（叄）           |                                                                                                 |
| 4             | bốn                                       | tứ                               | 四（肆）           |                                                                                                 |
| 5             | năm                                       | ngũ                              | 五（伍）           | v hanojském dialektu často vyslovováno jako „lăm“, homonymum „năm/𢆥“ znamená rok               |
| 6             | sáu                                       | lục                              | 六（陸）           |                                                                                                 |
| 7             | bảy                                       | thất                             | 七（柒）           | v různých dialektech vyslovováno „bẩy“                                                          |
| 8             | tám                                       | bát                              | 八（捌）           |                                                                                                 |
| 9             | chín                                      | cửu                              | 九（玖）           |                                                                                                 |
| 10            | mười • một chục                           | thập                             | 十（拾）           | chục je hovorové                                                                                |
| 100           | trăm • một trăm                           | bách                             | 百（佰）           |                                                                                                 |
| 1,000         | nghìn (ngàn) • một nghìn (ngàn)           | thiên                            | 千（仟）           |                                                                                                 |
| 10,000        | mười nghìn (ngàn)                         | vạn • một vạn                    | 萬 • 𠬠萬          | slovo „một／𠬠“ = 1 ve výrazu „một vạn／𠬠萬“ je z vietnamštiny                                 |
| 100,000       | trăm nghìn (ngàn) • một trăm nghìn (ngàn) | ức • một ức • mười vạn           | 億 • 𠬠億 • 𨒒萬   | dtto                                                                                            |
| 1,000,000     | -                                         | triệu • một triệu • một trăm vạn | 兆 • 𠬠兆 • 𠬠𤾓萬 | dtto                                                                                            |
| 10,000,000    |                                           | mười triệu                       | 𨒒兆               | dtto                                                                                            |
| 100,000,000   |                                           | trăm triệu                       | 𤾓兆               | dtto                                                                                            |
| 1,000,000,000 | -                                         | tỷ                               | 秭                 |                                                                                                 |
| 1012          |                                           | nghìn (ngàn) tỷ                  | 𠦳秭               |                                                                                                 |
| 1015          | -                                         | triệu tỷ                         | 兆秭               |                                                                                                 |
| 1018          | -                                         | tỷ tỷ                            | 秭秭               |                                                                                                 |

## Další čísla
| Číslo | Quốc Ngữ                                                                  | Hán - Nôm                   | Poznámky |
| ----- | ------------------------------------------------------------------------- | --------------------------- | --- |
| 11    | mười một                                                                  | 𨒒𠬠                        | |
| 12    | mười hai • một tá                                                         | 𨒒𠄩 • 𠬠 tá                | một tá／𠬠 tá se používá jako tucet v matematických příkladech                                                |
| 14    | mười bốn • mười tư                                                        | 𨒒𦊚 • 𨒒四                 | mười tư／𨒒四 se často používá při příležitostech souvisejících s literaturou                                 |
| 15    | mười lăm                                                                  | 𨒒𠄻                        | |
| 19    | mười chín                                                                 | 𨒒𠃩                        | |
| 20    | hai mươi • hai chục                                                       | 𠄩𨒒 • 𠄩𨔿                 | |
| 21    | hai mươi mốt                                                              | 𠄩𨒒𠬠                      | u čísel, která obsahují číslici 1 od 21 do 91, se číslo 1 vyslovuje „mốt“                                     |
| 24    | hai mươi tư                                                               | 𠄩𨒒四                      | když se číslice 4 objeví v číslech po 20 jako poslední číslice tříciferné skupiny, běžně se užívá „ tư／四 “. |
| 25    | hai mươi lăm                                                              | 𠄩𨒒𠄻                      | |
| 50    | năm mươi • năm chục                                                       | 𠄼𨒒 • 𠄼𨔿                 | |
| 101   | một trăm linh một • một trăm lẻ một                                       | 𠬠𤾓零𠬠 • 𠬠𤾓𥘶𠬠         | severní Vietnam / jižní Vietnam                                                                               |
| 1001  | một nghìn (ngàn) không trăm linh một • một nghìn (ngàn) không trăm lẻ một | 𠬠𠦳空𤾓零𠬠 • 𠬠𠦳空𤾓𥘶𠬠 | když jsou stovky číslic obsazeny nulou, jsou vyjádřeny pomocí „không trăm／空𤾓“                              |
| 10055 | mười nghìn (ngàn) không trăm năm mươi lăm                                 | 𨒒𠦳空𤾓𠄼𨒒𠄻              | |

## Řadové číslovky
Vietnamským řadovým číslovkám obvykle předchází předpona „thứ“, což je čínsko-vietnamské slovo, které odpovídá 次.  
| Pořadové číslo | Quốc Ngữ          | Hán - Nôm   |
| -------------- | ----------------- | ----------- |
| 1.             | thứ nhất          | 次一        |
| 2.             | thứ hai • thứ nhì | 次𠄩 • 次二 |
| 3.             | thứ ba            | 次𠀧        |
| 4.             | thứ tư            | 次四        |
| 5              | thứ năm           | 次𠄼        |
| n              | thứ "n"           | 次「n」     |